# Полянский, Николай Николаевич (полиграфист)
Николай Николаевич Полянский (1922—2008) — советский и российский учёный и педагог, профессор Московского полиграфического института, специалист в области полиграфических технологий.

## Биография
Николай Полянский родился 9 апреля 1922 года в селе Елшино Рязанской области. В начале 1940-х, после учёбы в техникуме, работал в типографии «Правда». В 1945 г. окончил технологический факультет Московского полиграфического института (МПИ). С 1945 по 2006 г. преподавал в этом вузе (МПИ за это время был преобразован сначала в МГАП, затем в МГУП). Написал несколько учебников по полиграфии, подготовил 10 кандидатов наук, участвовал в формировании нескольких специализированных вузовских дисциплин. В последние годы проживал в Венгрии.
Николай Николаевич Полянский скончался 25 сентября 2008 года.
В университете печати, на факультете издательского дела и журналистики, на кафедре русского языка и стилистики преподает его сын Полянский Александр Николаевич.